# Migliori prestazioni italiane nel decathlon
La lista delle migliori prestazioni italiane nel decathlon, aggiornata periodicamente dalla Federazione Italiana di Atletica Leggera, raccoglie i migliori risultati di tutti i tempi degli atleti italiani nella specialità del decathlon.

## Maschili
Statistiche aggiornate al 16 giugno 2025.
|     | Punti | Atleta             | Luogo               | Data           |
| --- | ----- | ------------------ | ------------------- | -------------- |
| 1.  | 8 235 | Dario Dester       | Roma                | 11 giugno 2024 |
| 2.  | 8 218 | Dario Dester       | Monaco di Baviera   | 16 agosto 2022 |
| 3.  | 8 169 | Beniamino Poserina | Formia              | 6 ottobre 1996 |
| 4.  | 8 090 | Lorenzo Naidon     | Molfetta            | 30 luglio 2023 |
| 5.  | 8 056 | Paolo Casarsa      | Vienna              | 6 giugno 2004  |
| 6.  | 7 984 | William Frullani   | Götzis              | 2 giugno 2002  |
| 7.  | 7 949 | Simone Cairoli     | Berlino             | 8 agosto 2018  |
| 8.  | 7 930 | Ubaldo Ranzi       | Formia              | 6 ottobre 1996 |
| 9.  | 7 861 | Marzio Viti        | Viareggio           | 20 luglio 2002 |
| 10. | 7 824 | Luciano Asta       | Desenzano del Garda | 18 maggio 1997 |
| 11. | 7 804 | Stefano Cellario   | Oristano            | 31 maggio 1998 |

## Femminili
Statistiche aggiornate al 2 marzo 2022.
|     | Punti | Atleta          | Luogo     | Data            |
| --- | ----- | --------------- | --------- | --------------- |
| 1.  | 6 599 | Sara Tani       | Udine     | 22 ottobre 2006 |
| 2.  | 6 596 | Ada Salgarella  | Udine     | 5 ottobre 2008  |
| 3.  | 6 470 | Monica Cuperlo  | Udine     | 5 ottobre 2008  |
| 4.  | 6 313 | Laura Oberto    | Santhià   | 19 ottobre 2013 |
| 5.  | 6 214 | Silvia Mazzilli | Canegrate | 22 aprile 2007  |
| 6.  | 5 901 | Helen Falda     | Santhià   | 19 ottobre 2014 |
| 7.  | 5 742 | Erica Marchetti | Udine     | 22 ottobre 2006 |
| 8.  | 5 567 | Laura Bertossi  | Canegrate | 23 aprile 2006  |
| 9.  | 5 472 | Sara Bruzzese   | Canegrate | 22 aprile 2007  |
| 10. | 5 471 | Silvia Nicola   | Torino    | 19 ottobre 2019 |